# Le Défenseur (livre)
Pour l’article homonyme, voir Le Défenseur (film).
Le Défenseur (The Defendant) est un essai de G. K. Chesterton publié en 1901. En France, le livre est paru en 1945.
Ce livre reprend plusieurs textes parus dans The Speaker.

## Chapitres
- Défense des bergères de porcelaine
- Défense de l’humilité
- Défense des romans terrifiants
- Défense des squelettes
- Défense des vœux imprudents
- Défense de la publicité
- Défense de la farce
- Défense du non-sens
- Défense des planètes
- Défense du blason
- Défense de la littérature documentaire
- Défense de la laideur
- Défense de l’argot
- Défense du culte des enfants
- Défense des romans policiers
- Défense du patriotisme

## Édition anglaise
- 1901 : (en)The Defendant ; Londres, R. Brimley Johnson.

## Éditions françaises
- 1945 : Le Défenseur ; traduction de Georges-A. Garnier, Paris : Egloff, 147 p. [2]

- 1982 : Le Défenseur ; traduction de Georges-A. Garnier, Lausanne, Éditions L'Âge d'Homme, coll. « Le Bruit du Temps » [3].